# Phoxinus jouyi
Phoxinus jouyi är en fiskart som först beskrevs av Jordan och Snyder, 1901.  Phoxinus jouyi ingår i släktet Phoxinus och familjen karpfiskar. Inga underarter finns listade i Catalogue of Life.